# Bourrée

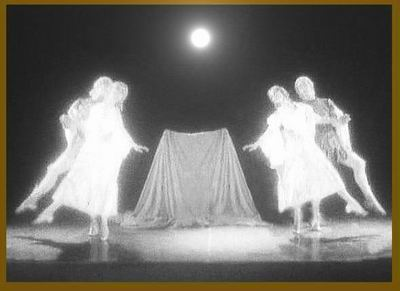
Bourrée dall'opera-intermezzo «L'osso di zigrino»

La bourrée /buˈre/ è un'antica danza francese originaria dell'Alvernia. È generalmente a due tempi, veloce e accentata vigorosamente sul battere. Ne esiste anche una versione a tre tempi.
Tutt'oggi le bourrée sono molto ballate in tutte le parti della Francia, associate a coreografie diverse a seconda della zona: danzate in coppia, a quattro o in gruppo. Anche in Italia si sono diffuse in tempi recenti, grazie alle associazioni di danze popolari che hanno saputo affiancare le tradizioni locali con una visione più internazionale.
Sono caratterizzate dal "passo di bourrée", strutturato su tre appoggi.

## Origini
L'origine della bourrée risale al medioevo e, secondo alcune ricerche, sarebbe di origine spagnola. Secondo alcuni specialisti, tra cui Pierre Rameau, è originaria da un branle dell'Alvernia (Bassa Alvernia), forse per la grande estensione di questa provincia e quindi per la predominanza numerica dei suoi abitanti. Numerosi studi dimostrano tuttavia che la bourrée è più diffusa e radicata nel Limosino, nel Morvan ed in alcune zone del Berry e dell'Anjou. Viene descritta da George Sand come: «la nostra danza classica, leggiadra, ben ritmata e molto aggraziata nella sua semplicità».
La bourrée dell'Alvernia e del Limosino era in tre tempi, vivacissima e danzata con le braccia rivolte verso l'alto, mentre quella del Berry e dell'Anjou era in due tempi. Margherita di Valois, figlia di Caterina de' Medici, introdusse la versione in due tempi alla corte francese nel 1565 per sostituire le basse-danze in cui i passi erano in prevalenza camminati. Fu molto in voga sino a Luigi XIII e di nuovo durante la Régence.
Nel secolo XVII la bourrée diventò danza di società e fu accolta nella forma della suite strumentale, impiegata anche da Johann Sebastian Bach nelle Suites inglesi. Michael Praetorius la cita nel suo Syntagma musicum (1615).

## Tempi dellabourrée
La bourrée può essere suonata a due tempi, che è la forma più diffusa, o a tre tempi, che è la forma più conforme a quella originaria dell'Alvernia e Limosino.
La bourrée a tre tempi è caratteristica della Francia centrale, di andamento altrettanto veloce, accompagnata dalla musette. Fu in seguito accolta nel repertorio strumentale col nome di passepied.

## Varianti
La versione più conosciuta (quella del Berry) viene eseguita da una coppia in posizione frontale, alterna due parti, la prima vede i ballerini avvicinarsi ed allontanarsi (con quattro passi di bourrée) per quattro volte, la seconda vede i ballerini attraversare, cioè portarsi al posto del partner, (con quattro passi di bourrée) per quattro volte.
Esistono un'infinità di varianti. Ogni paese, ogni famiglia, ogni ballerino ha il proprio stile di danza.

## Labourréenella cultura di massa
- Nel 1969 il gruppo progressive rock britannico dei Jethro Tull incise una variazione strumentale della Bourrée in Mi minore di J.S. Bach (BWV 996), dal titolo Bourée, come terzo brano dell'album Stand Up. Il brano è noto per la virtuosa esecuzione di flauto che ne dà Ian Anderson.
- Nel 2006, la band Tenacious D, come parte della colonna sonora del loro film, compongono un album, The Pick of Destiny. La melodia della canzone Classico è proprio la Bourrée in Mi minore. Anche nella canzone Rock Your Socks, dell'album precedente, Tenacious D, la melodia, seppur per pochi secondi è suonata da Kyle Gass.